# Omar Gutiérrez

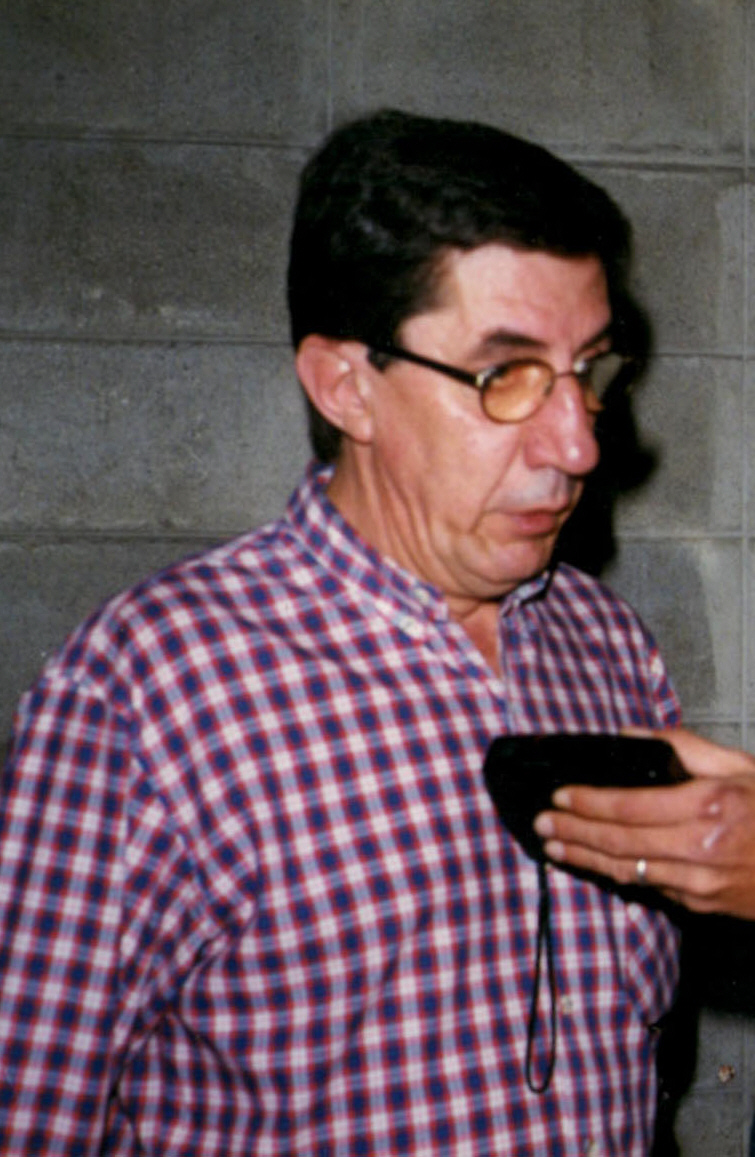
Omar Gutiérrez (2010)

Omar Gutiérrez (* 21. Januar 1948 in San José de Mayo, Uruguay; † 12. September 2018 ebenda) war ein uruguayischer Radio- und Fernsehreporter.
Er begann seine Laufbahn beim Radio San José im Jahre 1968. Später präsentierte er diverse Sendungen bei Sendern in Montevideo. So führte er 1980 durch El tren de noche bei CX 20 Radio Montecarlo und von 1984 bis 1985 präsentierte er El búho bei CX 30 Radio Nacional. Später war er für CX 14 Radio El Espectador in Aire libre und Sin corbata sowie bei CX 18 Radio Sport tätig. Überdies führte er bis mindestens 2003 durch De igual a igual bei Canal 4 und De par en par auf CX 12 Radio Oriental. Im Jahr 2001 erhielt er die von der Cámara Uruguaya del Libro verliehene Legión del Libro.

## Auszeichnungen
- 2001: Legión del Libro, Preis der Cámara Uruguaya del Libro